# 大元站

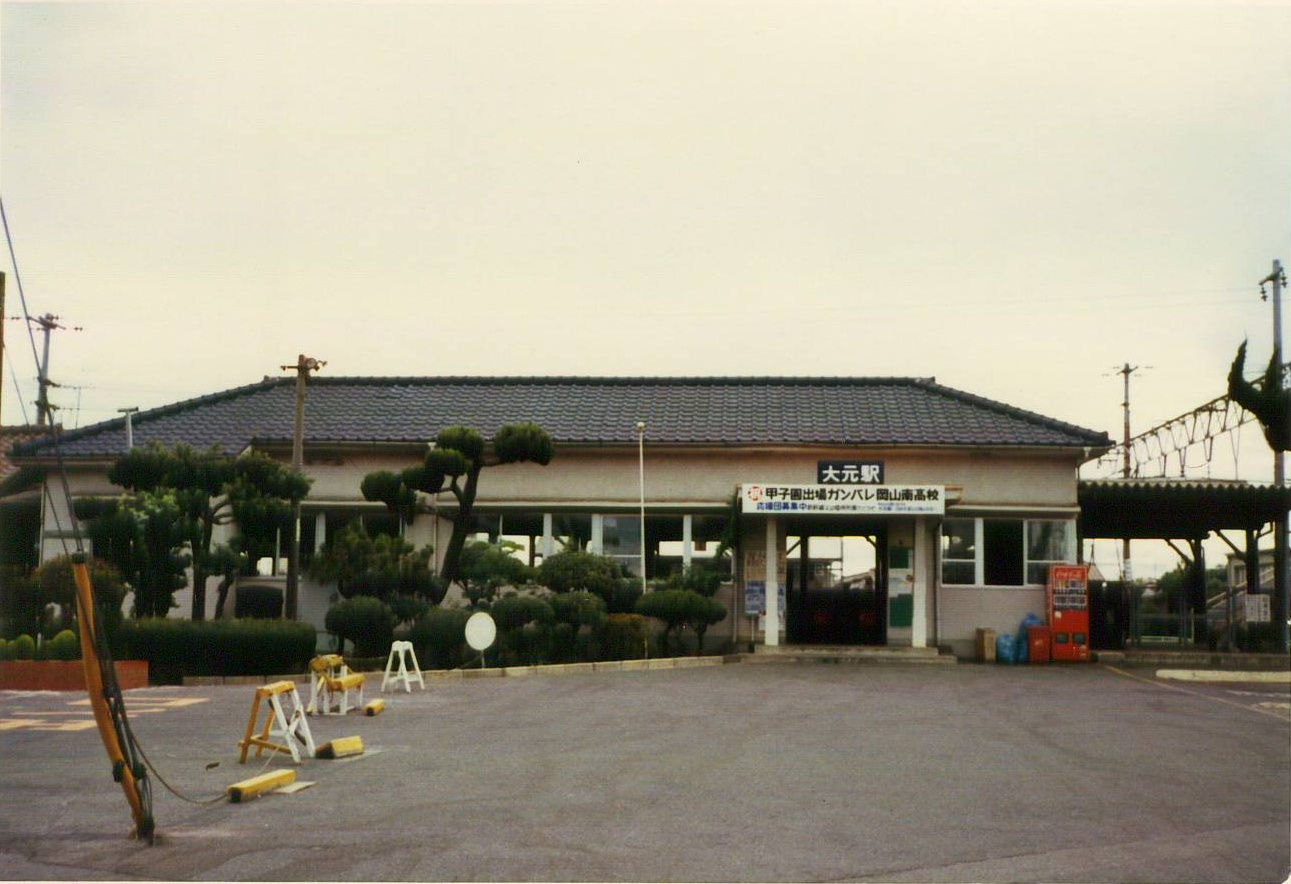
1984年的舊大元站站舍。

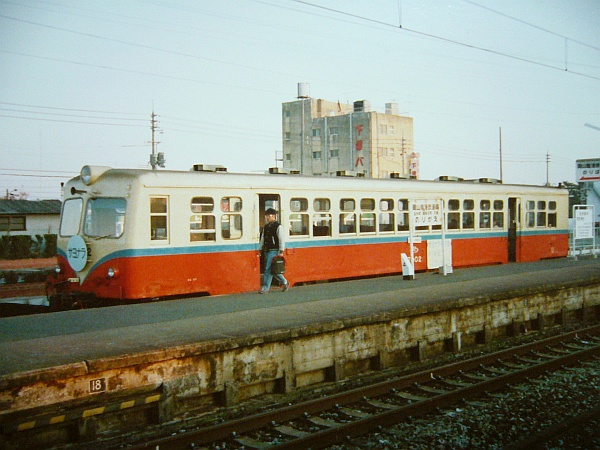
1984年的岡山臨港鐵道大元站。

大元站（日语：／ Ōmoto eki */?）是位於日本岡山縣岡山市北區，隸屬於西日本旅客鐵道（JR西日本）的鐵路車站。本站為宇野線的車站，同時也屬於通往四國的瀨戶大橋線的一部份，車站編號 JR-L02及JR-M02。本站現時為架空車站，過去為地面車站時可轉乘岡山臨港鐵道的列車，但隨岡山臨港鐵道於1984年結業後，相關的轉乘不再存在。後來因應瀨戶大橋線高速化計劃，本站改為高架車站。原來地面用地則改為散步徑、住宅地及國道30號的一部份。而往岡山站方向亦曾設有通往岡山調車場的連接路軌，同樣於岡山臨港鐵道結業時一併廢去。
本站現時為普通及部份快速列車「Marine Liner」的停車站，其中Marine Liner只在早上及深晚時段停靠。

## 車站結構
本站設有2座側式月台，共提供2面2線的配置。車站前後皆備有足夠長度的雙線路軌，因此列車可以按慣常靠左進站。

### 月台配置
| 月台 | 路線                | 方向 | 目的地                                 |
| ---- | ------------------- | ---- | -------------------------------------- |
| 1    | 瀨戶大橋線 宇野港線 | 上行 | 岡山方向                               |
| 2    | 瀨戶大橋線 宇野港線 | 下行 | 備前西市、茶屋町、兒島、高松、宇野方向 |

## 歷史
- 1925年3月6日：車站開業，取代原設於東側的舊車站「鹿田站」[2]
- 1951年8月1日：岡山臨港鐵道大元站開業。
- 1984年12月30日：岡山臨港鐵道結業，轉乘中止。
- 1987年4月1日：國鐵分割民營化，車站營運權交由西日本旅客鐵道承繼。
- 2001年12月16日：車站連附近路軌的，總長3.3km的路段高架化，車站高架化，站內複線區間亦延長。
- 2007年：

- 7月12日：裝置對應ICOCA的簡易式讀咭機。
- 9月1日：ICOCA可以使用ICOCA。

## 使用人數
| 乗車人員推算 | 乗車人員推算 |
| 年度         | 1日平均人數  |
| ------------ | ------------ |
| 1999         | 963          |
| 2000         | 989          |
| 2001         | 1,030        |
| 2002         | 1,092        |
| 2003         | 1,121        |
| 2004         | 1,153        |
| 2005         | 1,238        |
| 2006         | 1,212        |
| 2007         | 1,197        |
| 2008         | 1,210        |
| 2009         | 1,198        |
| 2010         | 1,224        |
| 2011         | 1,223        |
| 2012         | 1,331        |
| 2013         | 1,425        |
| 2014         | 1,529        |
| 2015         | 1,672        |
| 2016         | 1,732        |
| 2017         | 1,766        |
| 2018         | 1,809        |
| 2019         | 1,837        |
| 2020         | 1,597        |

## 相鄰車站
※快速「Marine Liner」（只限早上和深夜停靠此站）的相鄰停靠站參見列車條目。
西日本旅客鐵道
 宇野港線、 瀨戶大橋線（宇野線）
■快速（岡山 - 茶屋町）・■普通
岡山（JR-L01/JR-M01）－大元（JR-L02/JR-M02）－備前西市（JR-L03/JR-M03）

## 外部連結
- JR西日本大元站官方網站 （页面存档备份，存于）